# 中华人民共和国道路交通安全法
《中华人民共和国道路交通安全法》是中华人民共和国第一部关于道路交通与安全的法律，于2003年10月28日由第十届全国人民代表大会常务委员会第五次会议通过并由胡锦涛签署中华人民共和国主席令公布，自2004年5月1日在中国內地施行。

## 主要内容
《中华人民共和国道路交通安全法》（以下简称《道路交通安全法》）根据《道路交通安全法》，如果机动车与行人、非机动车发生交通事故，机动车一方应负责任。
《道路交通安全法》对无证驾驶、无牌驾驶、严重超速、饮酒醉酒驾驶等一些情节比较严重的违章行为进行了更严肃和严厉的惩罚。根据新的《道路交通安全法》，如果机动车发生交通意外，且肇事者逃跑，将吊销其驾驶执照，且终生不得领取新的驾驶证。
此外，《道路交通安全法》也取消了关于实习司机不准进入高速公路的规定。全国高速公路最高限速已经从以前的时速110公里提高到时速120公里。罚款额也出现了明显的提高。

## 修订
2007年12月29日，第十届全国人民代表大会常务委员会第31次会议通过关于修改《中华人民共和国道路交通安全法》的决定，明确了机动车发生交通事故造成人身伤亡、财产损失的承担赔偿责任方确定方式。2007年12月29日中华人民共和国主席令第81号公布，自2008年5月1日起施行。
2011年4月22日，第十一届全国人民代表大会常务委员会第20次会议通过关于修改《中华人民共和国道路交通安全法》的决定，修改了酒驾、伪造证件行车的处罚措施。2011年4月22日中华人民共和国主席令第47号公布，自2011年5月1日起施行。
2021年4月29日，第十三届全国人民代表大会常务委员会第28次会议通过关于修改《中华人民共和国道路交通安全法》等八部法律的决定，修改了主管部门与驾培学校的社会责任关系。在自公布之日起施行。

## 配套法规和规章
2004年4月30日，中华人民共和国国务院总理温家宝公布了配合《道路交通安全法》的《实施条例》。2004年5月，中华人民共和国公安部发布了新的有关驾驶证等新的和修正的条例。
2004年10月22日，北京市第12届人民代表大会常务委员会第15次会议通过了《北京市实施〈中华人民共和国道路交通安全法〉办法》，于2005年1月1日起实行。这部行政法规通称为“新交规”，全国人大常委会通过的《道路交通安全法》则称为“新交法”。